# Эгетмайер, Маркус
Маркус Эгетмайер (нем. Markus Egetmeyer; 20 июля 1964, Эссен) — немецкий филолог-классик (с 1990-х гг. работает во Франции).

## Биография
Учился в школе в Гамбурге с 1970 по 1983 год. После окончания школы Санкт-Ансгар в июне 1983 года и армейской службы (с июля 1983 года по сентябрь 1984 года) в качестве водителя танка и грузовика изучал индоевропеистику и классическую филологию в нескольких университетах Германии и Италии. С 1984 по 1986 год он учился в Вюрцбурге у Гюнтера Ноймана и хеттолога Эйнара фон Шулера, затем в Эрлангене у Карла Хоффмана, с 1986 по 1987 год — в Мюнхене у Клауса Штранка и Генриха Хеттриха, а также у хеттолога Аннелиз Камменхубер и арменоведа Юлиуса Асфальга, затем в Пизе и Флоренции с 1987 по 1988 год у Энрико Кампаниле и Филиппо Мотта и с 1988 по 1989 год снова в Мюнхене.
Эгетмайер получил степень магистра сравнительного языкознания и классической филологии. С 1989 по 1993 год он подготовил полную версию словаря греческих надписей кипрским письмом (опубликован в июне 1992 года). Параллельно с 1994 года он начал работу над диссертацией в Мюнхене о дополнительных глагольных парадигмах в индоевропейском языке, которую продолжил во Флоренции и Гамбурге.
С 1993 по 1996 год он продолжил учёбу в Париже, с 1993 по 1994 год — приглашённый студент в Практической школе высших исследований, после чего принял решение об изменении темы и места диссертации и с 1994 по 1996 год занимался докторской диссертацией в EPHE. 29 июня 1996 года защитил с отличием диссертацию под названием «Историческая грамматика кипрского диалекта древнегреческого языка» — его оппонентами были Лоран Дюбуа, Катрин Добиа-Лалу, Шарль де Ламбертри, Оливье Массон и Михаэль Майер-Брюггер.
С 1997 по 1999 год преподавал древнегреческий язык (все уровни) в Университете Лилля III на факультете классической литературы. С 1999 по 2008 год он преподавал классику (греческий и латинский языки) на кафедре древних языков в Тулузском университете имени Жана Жореса. 16 декабря 2005 года защитил свою хабилитационную программу в Тулузе «Изучение кипрского диалекта древнегреческого языка», где его оппонентами были Шарль де Ламбертри, Лоран Дюбуа, Жан-Пьер Морель, Михаэль Майер-Брюггер, Жан-Пьер Оливье, Анна Орландини и Паоло Поччетти. 30 января 2008 г. присвоена квалификация профессора. С 2008 года он был профессором Парижского университета IV в Institut de Grec (Linguistique), преподавая греческий и другие индоевропейские языки, в частности анатолийские и иранские (языки и письменность). Весной 2012 года (с апреля по июнь 2012 года) был приглашённым профессором Веронского университета.
Его основные текущие проекты — «Корпус кипрских надписей» (2017 г.) и «Введение в древнеперсидский язык» (2018 г.).
Темами его исследований являются сравнительная грамматика индоевропейских языков (особенно средиземноморских языков: греческого, анатолийских и италийских) и эпиграфика эгейских письменностей.
Женат, в браке один ребёнок.
Владеет следующими современными языками: немецкий (родной язык), французский, итальянский, английский (свободно); испанский, португальский (бразильский); индонезийский, яванский (средний уровень).

## Сочинения
- Wörterbuch zu den Inschriften im kyprischen Syllabar. Unter Berücksichtigung einer Arbeit von Almut Hintze (= Kadmos. Zeitschrift für vor- und frühgriechische Epigraphik. Supplementband 3). De Gruyter, Berlin u. a. 1992, ISBN 3-11-012270-7.
- Le dialecte grec ancien de Chypre. De Gruyter, Berlin u. a. 2010, ISBN 978-3-11-021751-3.
  - Tome I. Grammaire
  - Tome II. Répertoire des inscriptions en syllabaire chypro-grec
- «Sprechen Sie Golgisch?» Anmerkungen zu einer übersehenen Sprache, in: Études mycéniennes 2010. Actes du XIII[e] colloque international sur les textes égéens (Sèvres, Paris, Nanterre, 20-23 septembre 2010), Pisa/Rom 2012, S. 427—434